# 臼杵市立海辺小学校
臼杵市立海辺小学校（うすきしりつ あまべしょうがっこう）は、大分県臼杵市大字大浜にある公立小学校。

## 概要
臼杵市中心部から北部にある海辺地区に位置し、目下には臼杵湾が広がっている。
校区内には臼杵市総合公園や下山古墳がある。

## 通学区域
大字諏訪、大字大浜、大字中津浦

## アクセス
- 鉄道：JR九州日豊本線臼杵駅より車で約12分[3]

## 進学先中学校
- 臼杵市立北中学校